# Troy Smith
Troy James Smith (Columbus, 20 luglio 1984) è un giocatore di football americano statunitense che gioca nel ruolo di quarterback per i Montreal Alouettes della Canadian Football League (CFL). Fu scelto nel corso del quinto giro (174º assoluto) del Draft NFL 2007. Al college giocò a football alla Ohio State University, vincendo l'Heisman Trophy, il massimo riconoscimento individuale a livello universitario.

## Carriera professionistica

### Baltimore Ravens
Dopo la sua ultima stagione al college, Smith entrò nel football professionistico nel Draft NFL 2007. Malgrado la vittoria dell'Heisman Trophy, Smith vide le sue quotazioni scendere considerevolmente dopo la sconfitta per 41-14 contro Florida nella finale del campionato NCAA del 2007. Anche la sua altezza, 183 cm, fu considerata non ideale. Smith fu visto dai media come adatto alla squadra della sua città natale, i Cleveland Browns, per essere scelto nel draft. I tifosi crearono anche un sito web per convincere la franchigia a portare Smith ai Browns. Tuttavia, scelse Brady Quinn come 22º assoluto nel Draft 2007, riducendo le possibilità dell'arrivo di Smith. 

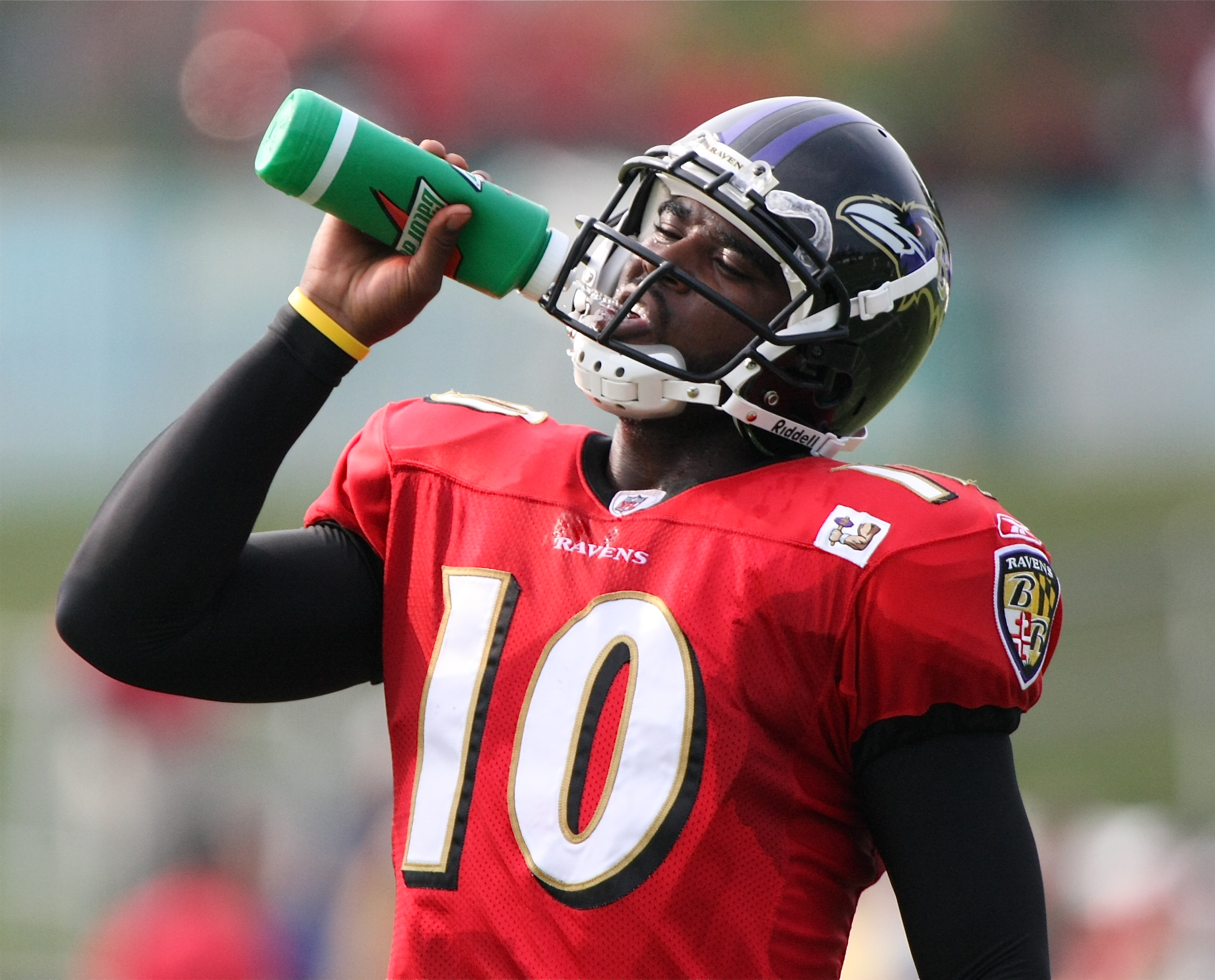
Smith nel training camp 2008.

Nel secondo giorno del draft, Smith alla fine fu scelto nel corso del quinto giro dai Baltimore Ravens. Iniziò la stagione come terzo quarterback nelle gerarchie della squadra e il 13 novembre 2007 salì al secondo posto dietro il nuovo titolare Kyle Boller, dopo l'infortunio alla spalla del titolare Steve McNair.
Smith scese in campo per la prima volta nel quarto periodo della gara contro gli Indianapolis Colts il 9 dicembre 2007, completando tre passaggi su cinque e segnando il suo primo touchdown nella NFL con una corsa da 6 yard. Il 16 dicembre 2007 Smith rilevò l'infortunato Kyle Boller contro i Miami Dolphins, guidando i Ravens al field goal portò la gara ai supplementari. Il 20 dicembre 2007, Smith disputò la prima gara come titolare contro i Seattle Seahawks, dove completò meno della metà dei suoi passaggi e commise 2 fumble, con Baltimore che fu sconfitta. La prima gara vinta come titolare la disputò la settimana successiva contro i Pittsburgh Steelers in cui passò 171 yard con un touchdown e senza subire intercetti. Smith terminò la sua stagione da rookie con 506 yard totali e tre touchdown in quattro gare.
Smith sarebbe dovuto partire come titolare nella terza gara della pre-stagione 2008, ma contrasse una rara malattia denominata Sindrome di Lemierre. Il rookie Joe Flacco fu nominato titolare al suo posto, conservandolo per tutta la stagione. Smith giocò solamente sei gare e terminò con 4 passaggi tentati per 82 yard il suo 2008. Nel 2009 Flacco rimase titolare e Smith disputò solo 4 spezzoni di partita. Dopo la firma di Marc Bulger come riserva di Flacco nel 2010, il 4 settembre Troy fu svincolato.

### San Francisco 49ers
Il 6 settembre 2010, Smith firmò coi San Francisco 49ers. Il 27 ottobre fu nominato titolare per la gara contro i Denver Broncos, il primo quarterback di colore della storia di San Francisco. In quella gara segnò un touchdown su corsa e un altro su passaggio nella vittoria per 24-16, venendo premiato da Sports Illustrated come miglior giocatore offensivo della settimana. Smith partì ancora come titolare nella gara successiva contro i St. Louis Rams, guidando la squadra alla vittoria nei supplementari, superando nel confronto diretto il quarterback rookie e prima scelta assoluta Sam Bradford, in una sfida tra ex vincitore dell'Heisman Trophy. Smith passò un primato in carriera di 356 yard con un touchdown e nessun intercetto subito.

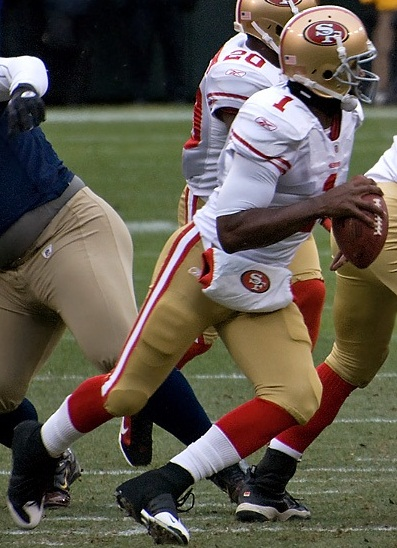
Smith nel 2010 con i 49ers

Le due vittorie consecutive di Smith gli fecero guadagnare il posto da titolare nelle tre gare successive, prima di venire sostituito dal vecchio quarterback titolare Alex Smith, Smith ebbe un record parziale di tre vittorie e due sconfitte, mentre i Niners terminarono la stagione con un record di 6-10.
Malgrado il successo di Smith come loro quarterback titolare, San Francisco decise di non rinnovare il contratto a Smith rendendolo free agent.

### Omaha Nighthawks
Smith firmò con gli Omaha Nighthawks della United Football League il 2 settembre 2011. Un infortunio all'altro vincitore dell'Heisman Trophy Eric Crouch nella prima gara della stagione aprì a Smith le porte per diventare titolare, anche se i Nighthawks gli preferirono Jeremiah Masoli, da più tempo con la squadra.
Smith partì per la prima volta come titolare nella UFL nell'ultima gara della stagione, una sconfitta 25-19 contro i Sacramento Mountain Lions dove Troy passò 191 yard, 2 touchdown e un intercetto.

### Pittsburgh Steelers
I Pittsburgh Steelers firmarono Smith il 20 gennaio 2012 ma lo svincolarono il 25 giugno 2012.

### Montreal Alouettes
Il 14 agosto 2013, Smith firmò un contratto biennale coi Montreal Alouettes della Canadian Football League. Debuttò con una vittoria nella sua prima partenza come titolare il 20 ottobre 2013 contro gli Hamilton Tiger-Cats. Partì come titolare nelle ultime tre gare della stagione regolare, vincendone due, portando il capo-allenatore Jim Popp a nominarlo titolare per i playoff. Smith terminò il suo primo anno nella CFL con 884 yard passate, 9 touchdown e 5 intercetti in sei gare. Tuttavia, nuovamente contro i Tiger-Cats, gli Alouettes persero 19-16 ai tempi supplementari. A fine anno, Smith firmò un nuovo contratto triennale con Montreal.

## Vittorie e premi
- Heisman Trophy (2006)
- Walter Camp Award (2006)
- Davey O'Brien Award (2006)

## Statistiche
NFL
| Partite totali      | 20    |
| Partite da titolare | 8     |
| Yard passate        | 1.734 |
| Touchdown           | 8     |
| Intercetti          | 5     |
| Passer rating       | 78,5  |